# Botafogo Associação Sergipana de Futebol
Botafogo Associação Sergipana de Futebol is een Braziliaanse voetbalclub uit Cristinápolis in de staat Sergipe. De club wordt ook wel Botoafogo de Cristinápolis genoemd om verwarring te vermijden met andere clubs die Botafogo heten.

## Geschiedenis
De club werd opgericht in 2015 als profclub en ging in de Série A2 spelen, de tweede hoogste klasse van het Campeonato Sergipano. De club werd vicekampioen achter Frei Paulistano en promoveerde meteen naar de hoogste klasse. Daar werd de club laatste en degradeerde meteen terug.